# Jiří Kulíček
Jiří Kulíček (17. května 1934 Praha – 21. ledna 2023) byl československý hokejový brankář a trenér. Nastoupil také jako brankář v československé fotbalové lize za ÚDA Praha.

## Hokejová kariéra
Hráč SK Veleslavín Praha (1946–1951), HC Slavia Praha (1951–1954), ÚDA Praha (1954–1956), Baník Kladno (1954–1964), se kterým se stal v roce 1959 mistrem republiky a týmu Škoda Plzeň (1964–1969). V československé lize odehrál 12 sezón a kolem 250 utkání. Za reprezentaci ČSSR odehrál celkem 14 zápasů. Po skončení aktivní kariéry se vydal na dráhu trenéra.

## Reprezentace
- Mistrovství světa: 1957, 1958, 1959

## Fotbalová kariéra
V československé fotbalové lize nastoupil za ÚDA Praha.

## Fotbalová ligová bilance
| Ročník                               | Zápasy | Góly | Klub      |
| ------------------------------------ | ------ | ---- | --------- |
| Přebor československé republiky 1955 | 1      | 0    | ÚDA Praha |
| CELKEM                               | 1      | 0    |           |